# Micropalaeosoma balticus
Micropalaeosoma balticus is een platworm (Platyhelminthes). De worm is tweeslachtig. De soort leeft in of nabij zoet water.
De platworm komt uit het geslacht Micropalaeosoma. Micropalaeosoma balticus werd in 2003 beschreven door Poinar.